# Festival de Cornouaille
El Festival de Cornouaille es un festival anual que se desarrolla en la ciudad francesa de Quimper (Bretaña) en el mes de julio (el cierre es el cuarto domingo del mes), desde 1923. En él se pone de relieve la cultura bretona en su diversidad y su riqueza. Cerca de 180 espectáculos, conciertos (música bretona entre otros) y animaciones tienen lugar tanto de día como de noche en el corazón urbano de Quimper. Es uno de los eventos culturales más importantes de Bretaña.

## Historia

### De 1923 a 1937: la Fête des Reines
Del 15 al 17 de diciembre de 1922, con motivo de la inauguración de su cine Odet-Palace, en Quimper, Louis Le Bourhis invita a cuatro «reinas» de las ciudades vecinas y organiza proyecciones, espectáculos, un concurso de danzas y un gran baile en beneficio de obras de caridad. Ante el éxito de esta manifestación, decide crear, con el apoyo de comerciantes y de la municipalidad, una fiesta de las Reinas de Cornualles, a pesar de la oposición de la Iglesia. La primera tiene lugar el 30 de septiembre de 1923, con el nombre de Fiestas Bretonas de Beneficencia; Marie Guirriec es la primera reina elegida. En efecto, se realiza en beneficio de los mutilados de guerra, ya que la Primera Guerra Mundial está todavía muy presente en los espíritus, como lo demuestra el cortejo de músicos en homenaje a los caídos. Algunas grandes figuras de las fiestas del período de entreguerras aparecen ya en el cortejo que comienza con la llegada de las reinas a la estación al cine, entre ellas los «bardos bretones» Botrel, Gourvil y Jaffrennou, que entonan el himno Bro Gozh ma zadoù, escrito por este último en 1898, y hacen un discurso. Taldir Jaffrennou rinde homenaje a la bandera bretona armiñada y, desde 1924, la nueva bandera Gwenn ha Du —diseñada por Morvan Marchal el año anterior— es izada en la terraza del Odet Palace. Esta fiesta tiene inmediatamente un gran éxito popular y se renueva cada año hasta 1937.

## Programaciones

### Conciertos
Alan Stivell da un concierto solista en la catedral Santa-Corentin a pesar de la oposición de la Iglesia Católica en 1987. Regresa en 1990, rodeado de sus músicos, para celebrar veinte años de carrera, así como en 1996 y 1998, por sus giras Brian Boru y 1 Douar, respectivamente.